# Lophopygia griseata
Lophopygia griseata är en fjärilsart som beskrevs av W. Warren 1904. Lophopygia griseata ingår i släktet Lophopygia och familjen Uraniidae. Inga underarter finns listade i Catalogue of Life.